# Eșantionare (procesare de semnal)

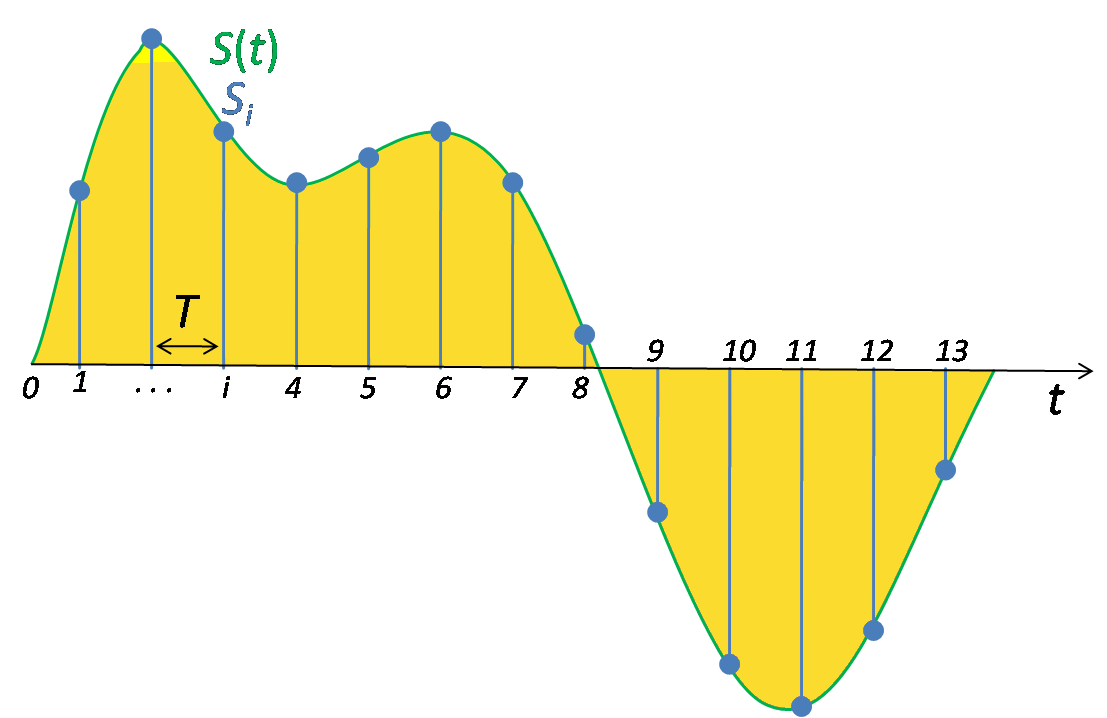
Reprezentare a eşantionării unui semnal. Semnalul continuu este reprezentat prin culoarea verde pe când eşantioanele discrete sunt în albastru.

În procesarea semnalelor, eșantionarea reprezintă transformarea unui semnal continuu (analogic) într-un semnal discret. Un exemplu comun este conversia unei unde sonore (un semnal în timp continuu) într-o secvență de eșantioane (un semnal în timp discret).
Un eșantion se referă la o valoare sau un ansamblu de valori, la un punct în timp și/sau spațiu.
Un eșantionator este un subsistem sau operație care prelevă eșantioane dintr-un semnal continuu.
Un eșantionator ideal teoretic, produce eșantioane echivalente valorii instantanee a semnalului continuu la punctele dorite.

## Teorie
Pentru conveniență, se va discuta despre semnalele care variază în timp. Totuși, aceleași rezultate pot fi aplicate semnalelor care variază în spațiu sau în oricare altă dimensiune și rezultate similare sunt obținute în două sau mai multe dimensiuni.
Se dă x(t) ca semnal continuu care urmează să fie eșantionat, iar această eșantionare este efectuată prin măsurarea valorii semnalului continuu la fiecare T secunde, ceea ce se numește interval de eșantionare. Prin urmare, semnalul eșantionat x[n] dat de:
x[n] = x(nT), unde n = 0, 1, 2, 3, ...
Frecvența de eșantionare sau rata de eșantionare fe este definită ca numărul de eșantioane obținute într-o secundă, sau fe = 1/T.  Rata de eșantionare este măsurată în hertzi sau în eșantioane pe secundă.
Se poate pune acum întrebarea: sub ce circumstanțe este posibilă reconstruirea semnalului original complet și exact (reconstrucție perfectă)?
Un răspuns parțial este oferit de către teorema eșantionării Nyquist–Shannon, care furnizează o condiție suficientă (dar nu întotdeauna necesară) sub care reconstrucția perfectă este posibilă. Teorema eșantionării garantează că semnalele limitate în bandă (adică, semnale care au o frecvență maximă) pot fi reconstruite perfect din versiunea lor eșantionată, dacă rata de eșantionare este mai mare decât dublul frecvenței maxime. Reconstrucția în acest caz poate fi reușită folosind formula de interpolare Whittaker–Shannon.
Frecvența egală cu o jumătate din rata de eșantionare este prin urmare o limită a celei mai înalte frecvențe care poate fi reprezentată fără echivoc de către semnalul eșantionat. Această frecvență (jumătate din rata de eșantionare) se numește frecvența Nyquist a sistemului de eșantionare. Frecvențele de deasupra frecvenței Nyquist fN se pot observa în semnalul eșantionat, dar acestea sunt ambigue. Adică, un component de frecvență cu frecvența f nu poate fi distins de alte componente cu frecvențele NfN + f și NfN – f pentru întregi nenuli N. Această ambiguitate se numește dedublare. Pentru a trata această problemă cât mai grațios posibil, cele mai multe semnale analoge sunt filtrate cu un filtru antidedublare (de obicei un filtru trece-jos cu frecvența de tăiere apropiată de frecvența Nyquist) înaintea conversiei la reprezentarea discretă eșantionată.

### Perioadă de observare
Perioada observației este perioada de timp pe parcursul căreia o serie de eșantioane de date sunt colectate la intervale regulate. Mai pe larg, se poate referi la oricare perioadă specifică pe durata căreia un set de puncte de date este adunat, indiferent dacă datele sunt sau nu periodice în natură. Astfel un cercetător ar putea studia frecvența cutremurelor și țunamiurilor peste o perioadă particulară de timp, precum un an sau un secol.
Perioada de observare este pur și simplu intervalul de timp pe durata căruia datele sunt studiate, indiferent dacă datele adunate în acest fel reprezintă un set de evenimente discrete având o cronometrare arbitrară în cadrul intevalului, sau dacă eșantioanele sunt explicit legate de sub-intervale specificate.

## Implicații practice
În practică, semnalul continuu este eșantionat folosind un convertor analogic-numeric (CAN), un dispozitiv neideal cu variate limitări fizice. Aceasta rezultă în deviații de la capabilitățile teoretice de reconstrucție perfectă, denumite colectiv distorsiuni.
Variate tipuri de distorsiuni se pot ivi, inclusiv:
- Dedublarea. O precondiție a teoremei eșantionării este ca semnalul să fie limitat în bandă. Oricum, în practică, niciun semnal limitat în timp nu poate fi limitat în bandă. Din moment ce semnalele care ne interesează sunt aproape întotdeauna limitate în timp, rezultă că nu sunt limitate în bandă. Totuși, proiectând un eșantionator cu o bandă de siguranță adecvată, este posibilă obținerea unui rezultat care dispune de precizia necesară.
- Efectul de integrare sau efectul de apertură.  Aceasta rezultă din faptul că eșantionul este obținut ca o medie de timp în cadrul unei regiuni de eșantionare, mai de grabă decât pur și simplu să fie egal cu valoarea semnalului la momentul eșantionării. Efectul de integrare este ușor observabil în fotografie când expunerea este prea lungă și determină o neclaritate în imagine. O cameră ideală ar avea un timp de expunere nul. Într-un circuit eșantionare și reținere pe bază de condensator, efectul de integrare este introdus deoarece condensatorul nu poate schimba tensiunea electrică instantaneu așadar cerând eșantionului să aibă lățime nenulă.
- Tremurare/instabilitate a semnalului, defect de sincronizare a eșantioanelor la intervale precise.
- Zgomot, inclusiv zgomotul senzorilor termici, zgomotul circuitelor analogice, etc.
- Eroarea limită a vitezei de creștere/salt a semnalului, cauzată de inabilitatea unei valori de ieșire a unui CAN de a se schimba suficient de rapid.
- Cuantificare ca o consecință a preciziei finite a cuvintelor care reprezintă valorile convertite.
- Eroare cauzată de alte efecte neliniare ale punerii în corespondență a tensiunii de intrare cu valoarea de ieșire convertită (în plus față de efectele de cuantificare).

Convertorul numeric-analogic (CNA) practic convențional nu produce o secvență de impulsuri Dirac (astfel încât, printr-o filtrare trece-jos ideală, ar rezulta în semnalul original înaintea eșantionării) dar în loc produce o secvență de valori constante pe porțiuni sau impulsuri rectangulare. Aceasta înseamnă că este un efect inerent al reținerii de ordin zero asupra răspunsului de frecvență efectiv al CNA-ului rezultând într-o pierdere/atenuare a semnalului domoală la frecvențele mai înalte (o pierdere de 3,9224 dB la frecvența Nyquist). Acest efect de reținere de ordin zero este o consecință a acțiunii de reținere a CNA-ului șinu se datorează circuitului de eșantionare-reținere care ar putea preceda un CAN convențional, așa cum se înțelege greșit adesea. CNA-ul poate de asemenea suferi erori de la tremurarea semnalului, zgomot, salt al semnalului, și corespondență neliniară a valorii de intrare la tensiunea de ieșire.
Instabilitatea semnalului, zgomotul, și cuantizarea sunt adesea analizate prin modelarea lor ca erori aleatorii adăugate valorilor eșantioanelor. Integrarea și efectele de reținere de ordin zero pot fi analizate ca o formă de filtrare trece-jos. Neliniaritățile oricăruia dintre CAN sau CNA sunt analizate prin înlocuirea corespondenței funcției liniare ideale  cu o funcție neliniară propusă.

## Aplicații

### Eșantionare audio
Audio digitalul folosește modulația cu impulsuri codificate și semnalele numerice pentru reproducerea sunetului. Aceasta include conversia analogic-numerică, conversia numeric-analogică, stocarea și transmisia. Astfel, sistemul numit în mod comun digital este de fapt un analogic în timp discret, de nivel discret al unui analogic electric anterior. În timp ce sistemele moderne pot avea metode destul de subtile, utilitatea primară a unui sistem numeric este abilitatea de a stoca, recupera și transmite semnale fără nici o pierdere a calității.

#### Rată de eșantionare
Când este necesară captarea audio ce acoperă întreaga gamă dintre 20–20.000 Hz a auzului uman, precum la înregistrarea muzicii sau multor altor evenimente ecustice, formele de undă audio sunt în mod tipic eșantionate la 44,1 kHz (disc compact), 48 kHz (audio profesional), sau 96 kHz. Necesitatea unei rate aproximativ duble este o consecință a teoremei Nyquist.
A existat un curent industrial orientat către rate de eșantionare cu mult dincolo de cerințele de bază; 96 kHz și chiar 192 kHz sunt disponibile. Acest lucru contrastează cu experimentele de laborator, care au eșuat să arate că frecvențele ultrasonice sunt auzibile pentru observatorii umani; totuși în unele cazuri sunetele ultrasonice chiar interacționează cu și modulează partea auzibilă a spectrului de frecvențe (distorsiune de intermodulație). Este de remarcat că distorsiunea de intermodulație nu este prezentă în audio-ul redat în direct astfel că reprezintă o colorare artificială a sunetului redat în direct.
Un avantaj al ratelor de eșantionare mai înalte este acela că pot relaxa necesitățile modelului filtrului trece-jos pentru CAN-uri și CNA-uri, însă cu convertoarele sigma-delta de supraeșantionare moderne acest avantaj este mai puțin important.

#### Profunzimea biților (cuantizare)
Audioul este în mod tipic înregistrat la o profunzime de 8-, 16- și 20-biți, care dau un randament teoretic maxim al raportului dintre semnal și zgomotul de cuantizare (RSZC) pentru o sinusoidă pură de, aproximativ, 49,93 dB, 98,09 dB și 122,17 dB.  Audioul de opt biți în general nu este folosit din cauza zgomotului de cuantizare proeminent și inerent (RSZC maxim scăzut), deși codificările de opt biți ale legii A și legii μ împachetează mai multă rezoluție în opt biți în timp ce cresc distorsiunea armonică totală. Audioul de calitatea discurilor compacte este înregistrat la 16-biți. În practică, nu multe aparate stereofonice pentru consumatori pot produce mai mult de circa 90 dB de gamă dinamică, cu toate că unele pot depăși 100 dB. Zgomotul termic limitează numărul real de biți care pot fi folosiți în cuantizare. Puține sisteme analogice au raporturi semnal-zgomot (RSZ) care depășesc 120 dB; prin urmare, puține situații vor necesita o cuantizare mai mare de 20-biți.
În scopuri de redare și nu de înregistrare, o analiză adecvată a nivelelor de program tipice în cadrul unui sistem audio relevă că, capabilitățile materialului de 16-biți bine-proiectate le depășesc cu mult pe acelea ale celor mai bune sisteme de înaltă fidelitate, zgomotul microfonului și gabaritul liber al difuzorului fiind factorii limitatori reali.

#### Eșantionarea vorbirii
Semnalele vocale, adică semnalele intenționate să poarte numai vorbirea umană, pot fi de obicei eșantionate la o rată mult mai scăzută. Pentru cele mai multe foneme, aproape toată energia este conținută în gama 5 Hz-4 kHz, permițând o rată de eșantionare de 8 kHz. Aceasta este rata de eșantionare folosită de aproape toate sistemele de telefonie, care folosesc specificațiile de eșantionare și cuantizare G.711.

### Eșantionare video
Televiziunea de definiție standard (TVDS) folosește fie 720 pe 480 pixeli (SUA NTSC 525-linii) sau 704 pe 576 pixeli (RU PAL 625-linii) pentru aria vizibilă a imaginii.
Televiziunea de înaltă definiție (TVÎD) se îndreaptă actualmente către trei standarde indicate ca 720p (progresiv), 1080i (intercalat) și 1080p (progresiv, cunoscut și ca Full-HD („Complet-ÎD”)) pe care toate seturile HD-Ready („Gata-ÎD”) vor fi capabile să le redea.

## Subeșantionare

Grafic al ratelor de eșantionare (axa y) față de frecvența limită superioară (axa x) pentru o bandă de lățime 1; zonele gri sunt combinații care sunt „permise” în sensul că nicio pereche de două frecvențe din bandă nu se dedublează la aceeași frecvență. Zonele gri închis corespund subeşantionării cu cea mai joasă rată de eşantionare permisă.

Atunci când se eșantionează un semnal trece-bandă la o rată mai joasă decât rata Nyquist, eșantioanele sunt egale cu eșantioane ale unei dubluri de frecvență joasă a semnalului de frecvență înaltă. Semnalul original va fi încă reprezentat în mod unic și recuperabil dacă spectrul dublurii sale nu trece peste jumătate din rata de eșantionare. Asemenea subeșantionare este cunoscută și ca eșantionare trece-bandă, eșantionare armonică,eșantionare FI (frecvență intermediară) și conversie directă FI-numeric.

## Supraeșantionare
Supraeșantionarea este folosită în majoritatea convertoarelor analogic-numerice moderne pentru a reduce distorsiunea introdusă de către convertoarele numeric-analogice practice, cum ar fi reținerea de ordin zero în loc de idealizări precum formula de interpolare Whittaker–Shannon.

## Eșantionare complexă
Eșantionarea complexă se referă la eșantionarea simultană a două forme de undă diferite, dar înrudite, rezultând în perechi de eșantioane care sunt ulterior tratate ca numere complexe. De obicei o formă de undă, {\displaystyle {\hat {s}}(t)}, este transformata Hilbert a celeilalte forme de undă, {\displaystyle \ s(t)}, iar funcția cu valoare complexă,  {\displaystyle s_{a}(t)\ {\stackrel {\text{def}}{=}}\ s(t)+j\cdot {\hat {s}}(t)}, este numită semnal analitic,  a cărui transformată Fourier este zero pentru toate valorile negative ale frecvenței. În acest caz, rata Nyquist pentru o formă de undă cu nicio frecvență ≥ B poate fi redusă la doar B(eșantioane complexe/sec), în loc de 2B (eșantioane reale/sec).[a] Aparent, forma de undă în bandă de bază echivalentă, {\displaystyle s_{a}(t)\cdot e^{-j2\pi {\frac {B}{2}}t}}, are de asemenea o rată Nyquist de B, deoarece tot conținutul său de frecvență nenulă este preschimbat în intervalul [-B⁄2, B⁄2).
Deși eșantioanele cu valoare complexă pot fi obținute așa cum e descris mai sus, sunt mult mai comun create prin manipularea eșantioanelor unei forme de undă cu valoare reală. De exemplu, forma de undă în bandă de bază echivalentă poate fi creată fără computarea explicită a {\displaystyle {\hat {s}}(t)}, prin procesarea secvenței de produs, {\displaystyle \left[s(nT)\cdot e^{-j2\pi {\frac {B}{2}}Tn}\right]},b  printr-un filtru trece jos-numeric a cărui frecvență de tăiere este B/2.c Computarea numai a fiecărui călălalt eșantion al secvenței extrapuse (de ieșire) reduce rata de eșantionare proporțional cu rata Nyquist redusă. Rezultatul este înjumătățirea eșantioanelor cu valore complexă față de numărul original de eșantioane reale. Nicio informație nu e pierdută, și forma de undă s(t) originală poate fi recuperată, dacă este necesar.